# Wally Halder
Wallace Edwin (Wally) Halder (Toronto, 15 september 1925 - Toronto, 27 oktober 1994) was een Canadees ijshockeyer. 
Harder wees in 1946 een aanbod van NHLclub New York Rangers af.
Halder mocht namens Canada deelnemen aan de Olympische Winterspelen 1948. Halder speelde mee in alle acht de wedstrijden en trof maar liefst 21 maal doel. Met de Canadese ploeg won Halder de gouden medaille.